# Джо Локк
Джозеф Вільям Локк (англ. Joseph William Locke) — менський актор. Відомий своєю роллю Чарлі Спрінґа у серіалі Netflix «Коли завмирає серце» (2022).

## Біографія
Локк народився в Дугласі, острів Мен. Навчався у середній школі Баллакерміна. У квітні 2022 року в ефірі ITV «This Morning» оголосив, що готується до іспитів Рівень А — політика, історія та англійська мова.
У старшій школі, Локк та його троє однокласників подали петицію з проханням дослідити доцільність прийому сирійських біженців на острів Мен.

## Особисте життя
Локк розповів про свій досвід гея з острова Мен та їхні паралелі з історією Чарлі в серіалі «Коли завмирає серце». Серпні 2022 Міністр Охорони здоров'я острова Мен, Лорі Хупер, що уряд змінить своє рішення щодо заборони геям на донорство крові після того, як Локк закликав змінити «застаріле» правило у відеозверненні, яке було показано на щорічному фестивалі гордості острова.

## Кар'єра
У квітні 2021 року Локк оголосив, що зіграє головну роль Чарльза «Чарлі» Спрінга у своїй дебютній телевізійній ролі разом із Кітом Коннором у серіалі Netflix 2022 року про повноліття Коли завмирає серце, адаптації однойменного веб-коміксу Еліс Осман. На цю роль було 10 000 потенційних акторів, які претендували на цю роль, шляхом відкритого кастингу. На момент зйомок Джо було 17 років, а його персонажу 14-15.
В одному з інтерв'ю Локк розповів про те, що він гей з острова Мен і тим самим провів паралелі з історією Чарлі в серіалі.
У листопаді 2022 року було оголошено, що Локк отримав роль у серіалі Marvel Studios «Аґата: Ковен хаосу» для Disney+.

## Фільмографія

### Телесеріали
| Рік  |   | Українська назва    | Оригінальна назва      | Роль                  |
| ---- | - | ------------------- | ---------------------- | --------------------- |
| 2022 | с | Коли завмирає серце | Heartstopper           | Чарльз «Чарлі» Спрінґ |
| 2023 | с | Аґата: Ковен хаосу  | Agatha: Coven of Chaos | TBA                   |

### Театр
| Рік  | Назва        | Роль | Театр            | Прим.  |
| ---- | ------------ | ---- | ---------------- | ------ |
| 2022 | Випробування | Ной  | Donmar Warehouse | [ 17 ] |

## Нагороди
| Рік  | Нагорода                        | Категорія                             | Номінована робота   | Результат | Прим.  |
| ---- | ------------------------------- | ------------------------------------- | ------------------- | --------- | ------ |
| 2022 | BreakTudo Awards                | Shipp de Ficção                       | Коли завмирає серце | Номінація | [ 18 ] |
| 2022 | Дитяча та сімейна премія «Еммі» | Визначне виконання головної ролі      | Коли завмирає серце | Номінація | [ 19 ] |
| 2022 | National Television Awards      | Зірковий актор                        | Коли завмирає серце | Номінація | [ 20 ] |
| 2023 | Queerty Awards                  | Прорив                                | Коли завмирає серце | Перемога  | [ 21 ] |
| 2023 | WhatsOnStage Awards             | Найкращий професійний дебютний виступ | Випробування        | Перемога  | [ 22 ] |